# Rogóźno (gmina w województwie łódzkim)
Rogóźno (alt. Rogoźno) – dawna gmina wiejska istniejąca do 1954 roku w woj. łódzkim. Nazwa gminy pochodzi od wsi Rogóźno, lecz siedzibą władz gminy były: za II RP – Wypychów, a po wojnie – Gieczno.
W okresie międzywojennym gmina Rogóźno należała do powiatu łęczyckiego w woj. łódzkim. Po wojnie gmina zachowała przynależność administracyjną. Według stanu z dnia 1 lipca 1952 roku gmina składała się z 16 gromad: Astachowice, Bądków, Brachowice, Gieczno, Kwilno, Lorenki, Małachowice, Małachowice kol., Rogóźno, Sypin, Śladków Górny, Śladków Podleśny, Śladków Rozlazły, Władysławów, Wola Rogozińska i Wypychów.
Jednostka została zniesiona 29 września 1954 roku wraz z reformą wprowadzającą gromady w miejsce gmin. Po reaktywowaniu gmin z dniem 1 stycznia 1973 roku gminy Rogóźno nie przywrócono, a jej dawny obszar wszedł głównie w skład nowej gminy Zgierz w powiecie łódzkim.